# Glyphodes rotundalis
Glyphodes rotundalis is een vlinder uit de familie van de grasmotten (Crambidae), uit de onderfamilie van de Spilomelinae. De wetenschappelijke naam van deze soort is voor het eerst voorgesteld als Heterocnephes rotundalis door Pieter Snellen in een publicatie uit 1901.
De soort komt voor in Borneo.